# Korija
Korija es una localidad de Croacia situada en el municipio de Virovitica, en el condado de Virovitica-Podravina. Según el censo de 2021, tiene una población de 648 habitantes.

## Demografía
| Gráfica de población de Korija 1880-2021                           |
|                                                                    |
| Según los censos de población de la Oficina de Estadísticas Croata |